# Petra Zahrl
Petra Zahrl (* 4. April 1981 in Wien) ist eine ehemalige österreichische Schwimmerin.

## Werdegang
Sie schwamm für die Wiener Vereine SC Donau und SC Austria Wien.
Ihre größten Erfolge feierte die 1,69 m große Schwimmerin über die 200-Meter-Schmetterlingdistanz.
Von 2001 bis 2005 war Zahrl Teil des Kaders des Heeressportzentrums des Österreichischen Bundesheers.

## Erfolge
- 9. Platz (200 m Schmetterling): Schwimmeuropameisterschaften 2000, Helsinki
- 23. Platz (200 m Schmetterling): Olympische Sommerspiele 2000, Sydney
- Bronzemedaille (200 m Schmetterling): Kurzbahneuropameisterschaften 2000, Valencia
- 11. Platz (200 m Schmetterling): Schwimmweltmeisterschaften 2001, Fukuoka
- 23. Platz (200 m Schmetterling): Olympische Sommerspiele 2004, Athen

(Liste nicht vollständig)

## Rekorde
| Österreichische Rekorde (4)                                    | Österreichische Rekorde (4) | Österreichische Rekorde (4) | Österreichische Rekorde (4) |
| -------------------------------------------------------------- | --------------------------- | --------------------------- | --------------------------- |
| 4 × 100 m Lagen (mit Polansky, Stecher und Jukić)              | 04:21,31 min                | 10. August 2003             | Wels                        |
| 1500 m Freistil (Kurzbahn)                                     | 16:30,07 min                | 6. März 2003                | Wiener Neustadt             |
| 4 × 200 m Freistil (Kurzbahn) (mit Gimborn, Stecher und Jukić) | 08:26,43 min                | 7. März 2003                | Wiener Neustadt             |
| 4 × 100 m Lagen (Kurzbahn) (mit Polansky, Jukić und Stecher)   | 04:01,47 min                | 9. März 2003                | Wiener Neustadt             |
| (Stand: 28. Februar 2009)                                      |                             |                             |                             |